# Andy Cruz
Andy Cruz Gómez (ur. 12 sierpnia 1995 w Matanzas) – kubański bokser, dwukrotny mistrz świata, dwukrotny złoty medalista igrzysk panamerykańskich.

## Kariera
W 2015 roku wystąpił na igrzyskach panamerykańskich w Toronto w kategorii do 56 kg. Po zwycięstwie w półfinale z Kanadyjczykiem Kennym Lallym wygrał decydującą walkę z Dominikańczykiem Héctorem Garcíą, zdobywając złoty medal.
Dwa lata później został mistrzem świata w Hamburgu w kategorii do 64, pokonując w finale 5:0 Uzbeka Iqboljona Xoldorova.
Na początku sierpnia 2019 roku podczas igrzysk panamerykańskich w Limie zdobył złoto w kategorii wagowej do 64 kg. W finale wygrał z Amerykaninem Keyshawnem Davisem. We wrześniu tego samego roku powtórnie został mistrzem świata w Jekaterynburgu. W finałowej walce wagi lekkiej do 63 kg ponownie pokonał Keyshawna Davisa.